# Новосілки Передні
Новосілки Передні (пол. Nowosiółki Przednie}}) — частина осади (селища) Махнів Новий у Польщі, розташоване в Люблінському воєводстві Томашовського повіту, ґміни Любича-Королівська.

## Історія
На 01.01.1939 в селі проживало 580 мешканців, з них 470 українців-греко-католиків, 30 українців-римокатоликів, 30 євреїв, 10 поляків, 40 польських колоністів міжвоєнного періоду.